# Хим (река)
Хим — река на полуострове Камчатка. Протекает по территории Быстринского района Камчатского края России.
Длина реки 25 км. Берёт истоки с северных склонов горы Центральная. Впадает в реку Ича слева на расстоянии 169 км от её устья.
Название в переводе с эвенского — «метка».
По данным государственного водного реестра России относится к Анадыро-Колымскому бассейновому округу.
- Код водного объекта 19080000212120000030201